# Pakt für den Rechtsstaat

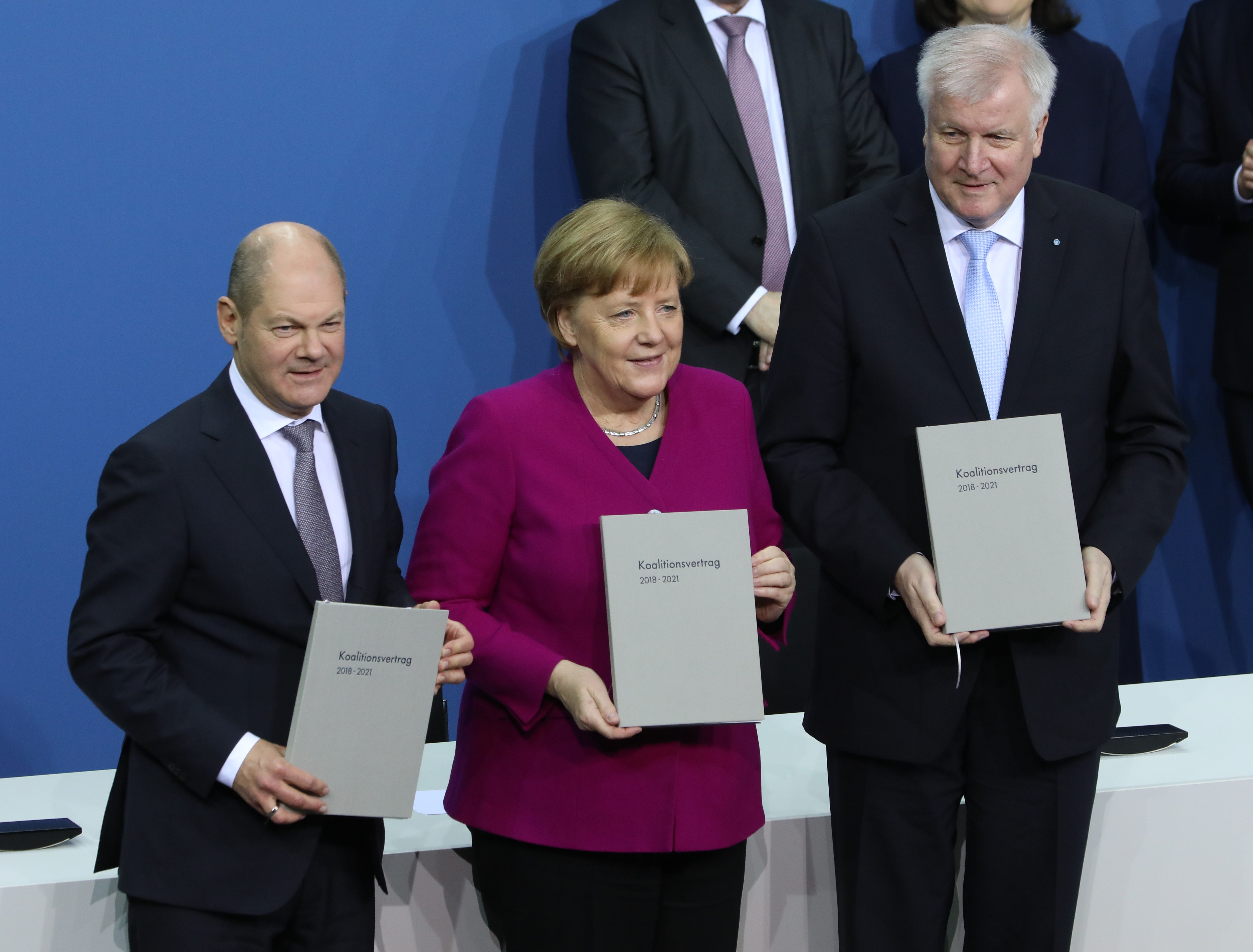
Unterzeichnung des Koalitionsvertrags am 12. März 2018

Der „Pakt für den Rechtsstaat“ ist eine politische Vereinbarung zwischen dem Bund und den Ländern, in der sich beide Seiten zur Verbesserung der Ausstattung von Justiz, Strafverfolgungsbehörden und Polizei in Deutschland verpflichtet haben.

## Geschichte
Nach der Bundestagswahl 2017 hatten CDU, CSU und SPD in ihrem Koalitionsvertrag unter der Überschrift „Pakt für den Rechtsstaat“ vereinbart, verschiedene Maßnahmen zu ergreifen, um „den Rechtsstaat handlungsfähig [zu] erhalten“ und „das Vertrauen in die rechtsstaatliche Demokratie“ zu stärken. Aufgrund der durch das Grundgesetz vorgegebenen Kompetenzverteilung zwischen Bund und Ländern kann der Bund die geplanten Maßnahmen jedoch nicht allein umsetzen. Er bedarf dazu der Mitwirkung der Länder.
Am 31. Januar 2019 einigte sich Bundeskanzlerin Angela Merkel mit den Ministerpräsidenten der Länder auf die Einzelheiten des „Pakts für den Rechtsstaats“.

## Vereinbarte Maßnahmen
Der Schwerpunkt des „Pakts“ liegt auf einer verbesserten Personalausstattung von Justiz und Polizei. Dazu wurden folgende Maßnahmen vereinbart:
- Schaffung von 71 zusätzlichen Planstellen beim Generalbundesanwalt
- Stärkung des Bundesgerichtshofs durch Errichtung eines weiteren Zivilsenats in Karlsruhe und eines weiteren Strafsenats in Leipzig
- zusätzliche Planstellen für Presse- und Öffentlichkeitsarbeit bei Bundesgerichtshof, Bundesfinanzhof und Bundesverwaltungsgericht
- Einstellung von 2000 zusätzlichen Richtern und Staatsanwälten bis 31. Dezember 2021
- Einstellung des zur Unterstützung der Richter und Staatsanwälte notwendigen Büropersonals
- Schaffung von 7500 zusätzlichen Planstellen für Polizeiaufgaben bis 31. Dezember 2021

Bei der Schaffung der zusätzlichen Richter- und Staatsanwaltsstellen will der Bund die Länder finanziell unterstützen. Sobald die ersten 1000 Stellen geschaffen sind, sollen die Länder vom Bund 110 Millionen Euro erhalten. Eine zweite Tranche von ebenfalls 110 Millionen soll zur Verfügung gestellt werden, wenn alle 2000 Stellen eingerichtet wurden. Rechtstechnisch soll die Unterstützung „im Rahmen der vertikalen Umsatzsteuerverteilung“ erfolgen, also durch eine Gesetzesänderung, die den Ländern zeitlich befristet einen höheren Anteil an den Umsatzsteuereinnahmen gewährt.
Jenseits der beabsichtigten Verbesserungen beim Justiz- und Polizeipersonal beinhaltet der „Pakt“ folgende technische, finanzielle, rechtliche und organisatorische Maßnahmen:
- Entwicklung einer Kommunikationsschnittstelle zum medienbruchfreien Datenaustausch innerhalb der Polizei sowie zwischen Polizei, Staatsanwaltschaften und Gerichten
- finanzielle Sicherstellung der für das Projekt „Polizei 2020“ notwendigen IT-Anpassungen
- Beschleunigung und Vereinfachung von Gerichtsverfahren durch Änderungen der Prozessordnungen, insbesondere von gerichtlichen Asylverfahren
- Stärkung des Opferschutzes, insbesondere nach Terroranschlägen, durch schnelle und unbürokratische Betreuung der Opfer
- Qualitätssicherung in der Rechtspflege durch Spezialisierung und Fortbildung des Justizpersonals
- Ausbau der Öffentlichkeitsarbeit bei den Gerichten
- Schaffung eines Kommunikations-, Informations- und Dokumentationsforums für den Rechtsstaat und die Geschichte des Rechts („Forum Recht“)

## Reaktionen
Die politische Vereinbarung wurde unterschiedlich aufgenommen: Der Deutsche Richterbund nannte den Abschluss des „Pakts“ einen „Meilenstein auf dem Weg zu einer zukunftsfesten Justiz“ und mahnte zugleich eine zügige Umsetzung in den Ländern an. Dagegen bezeichnete der rheinland-pfälzische Justizminister Herbert Mertin (FDP) die zugesagten 220 Millionen Euro als „Tropfen auf dem heißen Stein“. Annalena Baerbock, Bundesvorsitzende von Bündnis 90/Die Grünen, forderte den Bund auf, den Ländern innerhalb der nächsten zehn Jahre insgesamt vier Milliarden Euro zukommen zu lassen, um Richter und Staatsanwälte einzustellen.
Der Politikwissenschaftler Maximilian Pichl kritisierte, dass unter dem Label „Pakt für den Rechtsstaat“ die Polizei mit mehr Personal ausgestattet werden und – in Gestalt der erweiterten DNA-Analyse – zusätzliche Befugnisse erhalten soll. Damit sei jedoch keine Stärkung des Rechtsstaats, sondern eine Stärkung des Gewaltmonopols des Staates verbunden.

## Umsetzung
Von den angestrebten zusätzlichen 2000 Planstellen für Richter und Staatsanwälte wurden bis Ende 2019 knapp 1600 Stellen geschaffen und besetzt. Der Bund hat daraufhin die erste Tranche an die Länder überwiesen. Nach Einschätzung des Handelsblatts wird die Anzahl der neu geschaffenen Stellen im Jahr 2021 „deutlich über 2000“ liegen.

## Verstetigung
Der Koalitionsvertrag für die Jahre 2021 bis 2025 zwischen der SPD, Bündnis 90/Die Grünen und den FDP sieht vor, den Pakt für den Rechtsstaat mit den Ländern zu verstetigen und ihn um einen Digitalpakt für die Justiz zu erweitern. Der Bund investiert von 2023 bis 2027 insgesamt 200 Millionen Euro in die digitale Transformation der Justiz. Das hält der Deutsche Richterbund für unzureichend.

## Quelle
- Besprechung der Bundeskanzlerin mit den Regierungschefinnen und Regierungschefs der Länder am 31. Januar 2019, TOP 3: Pakt für den Rechtsstaat. (PDF) Bundesregierung, 31. Januar 2019, abgerufen am 1. Februar 2019.